# 新威國際
新威國際控股有限公司，簡稱新威國際控股，以及新威國際（英語：SUNWAY INTERNATIONAL HOLDINGS LIMITED，港交所：0058），在1980年由黃氏家族創立。
現時主席及總裁為黃衛東。
現時業務在中國內地和香港經營電子及相關零部件、電子消費產品，包括石英晶體、液晶體顯示屏、電路板及錶芯等產品，而股份在1999年9月3日於香港交易所主板上市，而曾過去在新加坡交易所上市，也因為本地投資者未能吸引而終止。
總部位於香港新界荃灣青山道264–298號南豐中心1708–1710室。

## 連結
- SunwayHK.com （页面存档备份，存于）
- Irasia.com/listco/hk/sunway